# Associazione Sportiva Manfredonia 1934-1935
Questa pagina raccoglie i dati riguardanti  l'Associazione Sportiva Manfredonia nelle competizioni ufficiali della stagione 1934-1935.
| N. |                   | Ruolo | Calciatore         |
| -- | ----------------- | ----- | ------------------ |
|    | Italia (bandiera) | C     | Biscovi            |
|    | Italia (bandiera) | D     | Cabianca           |
|    | Italia (bandiera) | C     | Giuseppe Capriati  |
|    | Italia (bandiera) | P     | Carmiato           |
|    | Italia (bandiera) | D     | Bruno Katzianka    |
|    | Italia (bandiera) | A     | Giacomo Frisone    |
|    | Italia (bandiera) | A     | Natale Lo Conte    |
|    | Italia (bandiera) | D     | Tommaso Marescotti |

| N. |                   | Ruolo | Calciatore   |
| -- | ----------------- | ----- | ------------ |
|    | Italia (bandiera) | A     | Mario Pacher |
|    | Italia (bandiera) | D     | Adolfo Ricci |
|    | Italia (bandiera) | D     | Rigotti      |
|    | Italia (bandiera) | D     | Sgubbin      |
|    | Italia (bandiera) | A     | Paolo Turra  |
|    | Italia (bandiera) | C     | Celso Zanni  |
|    | Italia (bandiera) | C     | Mario Zulli  |